# Vladímir Tríbuts
Vladimir Filippovitx Tributs (rus: Владимир Филиппович Трибуц) (28 de juliol de 1900 – 30 d'agost de 1977) va ser un comandant naval soviètic i almirall des de 1943 i comandant de la Flota del Bàltic (1939-1947).
Tributs s'uní a la Marina el 1918, servint a bord del cuirassat Marat i del destructor Yakov Sverdlov. Es graduà a dues acadèmies navals, l'Escola Superior Naval i l'Acadèmia Naval. Entre 1926 a 1929 i 1932 a 1936 serví en diversos vaixells de la Flota del Bàltic. Des de febrer de 1938 a abril de 1939 serví com a Cap de l'Estat Major de la Flota del Bàltic, i des d'abril de 1939 i fins a 1947 la comandà.
Comandant naval durant el setge de Leningrad, Tributs organitzà l'evacuació soviètica de Tallin, organitzà diverses operacions militar en defensa dels ports de Kronstadt i Oranienbaum durant 1941-43, i preparà contraatacs de l'aviació naval de la Flota del Bàltic defensant l'assetjada Leningrad dels bombardeigs aeris. La seva participació activa en defensa de l'assetjada ciutat ajudà a salvar la ciutat d'encara més destrucció, però no aconseguí salvar els palaus dels tsars dels afores de la destrucció per part dels alemanys, com el Palau d'Estiu de Pere el Gran de Petrodvorets. Entre 1943-44 participà en el disseny i l'operació d'operacions destinades a trencar el bloqueig enemic a la zona de Leningrad, així com a Viborg i Svirsky i Ofensiva de Petrozavodsk; durant les que van cooperar tropes dels Fronts de Leningrad i de Carèlia. Posteriorment va dirigir les forces navals participants en l'operació amfíbia per conquerir l'arxipèlag de Muhu Vain i va donar suport al flanc marítim durant les operacions ofensives als Països Bàltics, la Prússia Oriental i la Pomerància Oriental.
Des de març de 1947 i fins a maig de 1947 va ser comandant de la 8a Flota del Bàltic; i entre 1947-48 va ser Cap Adjunt de les Tropes de l'Extrem Orient per a les forces navals.
Es retirà del servei actiu el 1961. Va encapçalar l'Institut Unificat d'Informació Científica i Tècnica (VINITI), i es dedicà a la història militar, publicant diversos llibres sobre la Flota del Bàltic i les seves operacions durant la Gran Guerra Patriòtica. El 1970 va ser nomenat Doctor en Història.
El  destructor classe Udaloi Almirall Tributs va ser batejat en honor seu.

## Condecoracions
- Orde de Lenin (2)
- Orde de la Revolució d'Octubre
- Orde de la Bandera Roja (4)
- Orde d'Uixakov de 1a classe (2)
- Orde de Nàkhimov de 1a classe
- Orde de l'Estrella Roja
- Medalla del Centenari de Lenin
- Medalla de la defensa de Leningrad
- Medalla de la victòria sobre Alemanya en la Gran Guerra Patriòtica 1941-1945
- Medalla del 20è Aniversari de la Victòria en la Gran Guerra Patriòtica
- Medalla del 30è Aniversari de la Victòria en la Gran Guerra Patriòtica
- Medalla per la Conquesta de Königsberg
- Medalla del 20è Aniversari de l'Exèrcit Roig
- Medalla del 30è Aniversari de l'Exèrcit i l'Armada Soviètics
- Medalla del 40è Aniversari de les Forces Armades Soviètiques
- Medalla del 50è Aniversari de les Forces Armades Soviètiques

## Publicacions
- Балтийцы наступают (Els mariners de la Flota del Bàltic estan avançant). Kalinigrad, 1968.
- Балтийцы вступают в бой (Els mariners de la Flota del Bàltic s'uneixen a la batalla). Kaliningrad, 1972.
- Балтийцы сражаются (Els mariners de la Flota del Bàltic lluiten). Kaliningrad, 1975.